# Шоу-Лоу
Шоу-Лоу (англ. Show Low) — місто (англ. city) в США, в окрузі Навахо штату Аризона. Населення — 11 732 особи (2020).

## Географія
Шоу-Лоу розташований за координатами 34°14′13″ пн. ш. 110°1′52″ зх. д. / 34.23694° пн. ш. 110.03111° зх. д. (34.236815, -110.031123). За даними Бюро перепису населення США в 2010 році місто мало площу 106,63 км², з яких 106,03 км² — суходіл та 0,60 км² — водойми. В 2017 році площа становила 170,87 км², з яких 169,64 км² — суходіл та 1,23 км² — водойми.
Шоу-Лов розташований на висоті 6 412 футів, в 175 милях на північний схід від Фінікса і 195 км на північ від Тусона. Поруч з містом розташований найбільший в США ареал жовтої сосни.

### Клімат
| Клімат : Шоу-Лоу        | Клімат : Шоу-Лоу | Клімат : Шоу-Лоу | Клімат : Шоу-Лоу | Клімат : Шоу-Лоу | Клімат : Шоу-Лоу | Клімат : Шоу-Лоу | Клімат : Шоу-Лоу | Клімат : Шоу-Лоу | Клімат : Шоу-Лоу | Клімат : Шоу-Лоу | Клімат : Шоу-Лоу | Клімат : Шоу-Лоу | Клімат : Шоу-Лоу |
| Показник                | Січ.             | Лют.             | Бер.             | Квіт.            | Трав.            | Черв.            | Лип.             | Серп.            | Вер.             | Жовт.            | Лист.            | Груд.            | Рік              |
| Абсолютний максимум, °C | 20,6             | 21,7             | 25,0             | 28,9             | 37,8             | 36,7             | 37,8             | 35,0             | 33,9             | 30,0             | 25,0             | 20,0             | 37,8             |
| Середній максимум, °C   | 8,4              | 11,3             | 14,3             | 18,7             | 23,6             | 29,2             | 30,5             | 28,8             | 26,3             | 20,4             | 13,4             | 8,7              | 19,5             |
| Середній мінімум, °C    | −5,1             | −3,1             | −0,3             | 2,4              | 7,1              | 11,8             | 15,2             | 14,3             | 10,8             | 4,5              | −1,2             | −5               | 4,3              |
| Абсолютний мінімум, °C  | −31,7            | −19,4            | −21,7            | −15,6            | −10              | −1,1             | 3,3              | 2,8              | −3,9             | −11,1            | −25,6            | −30              | −31,7            |
| Норма опадів, мм        | 34               | 35               | 37               | 17               | 18               | 12               | 55               | 84               | 45               | 45               | 39               | 40               | 461              |
| Днів з опадами          | 6,2              | 5,7              | 6,8              | 4,5              | 4,2              | 3,3              | 11,1             | 13,5             | 7,2              | 5,6              | 4,8              | 5,2              | 78,1             |
| Днів зі снігом          | 1,8              | 1,6              | 2,0              | 0,7              | 0                | 0                | 0                | 0                | 0                | 0,2              | 0,9              | 1,7              | 8,9              |
| ----------------------- | ---------------- | ---------------- | ---------------- | ---------------- | ---------------- | ---------------- | ---------------- | ---------------- | ---------------- | ---------------- | ---------------- | ---------------- | ---------------- |
| Джерело: NOAA           |                  |                  |                  |                  |                  |                  |                  |                  |                  |                  |                  |                  |                  |

## Історія
Місто засновано в 1870 році, включено в 1953 році.

## Демографія
Згідно з переписом 2010 року, у місті мешкало 10 660 осіб у 4368 домогосподарствах у складі 2912 родин. Густота населення становила 100 осіб/км². Було 7722 помешкання (72/км²).
Расовий склад населення:
| - 87,6 % — білих - 4,1 % — корінних американців - 0,8 % — азіатів - 0,4 % — чорних або афроамериканців - 0,2 % — вихідців з тихоокеанських островів - 4,2 % — осіб інших рас |

До двох чи більше рас належало 2,7 %. Частка іспаномовних становила 12,8 % від усіх жителів.
За віковим діапазоном населення розподілялося таким чином: 24,2 % — особи молодші 18 років, 56,5 % — особи у віці 18—64 років, 19,3 % — особи у віці 65 років та старші. Медіана віку мешканця становила 42,4 року. На 100 осіб жіночої статі у місті припадало 94,3 чоловіків; на 100 жінок у віці від 18 років та старших — 92,7 чоловіків також старших 18 років.
Середній дохід на одне домашнє господарство становив 53 727 доларів США (медіана — 42 614), а середній дохід на одну сім'ю — 61 510 доларів (медіана — 50 497). Медіана доходів становила 42 133 долари для чоловіків та 36 806 доларів для жінок. За межею бідності перебувало 18,4 % осіб, у тому числі 32,5 % дітей у віці до 18 років та 7,4 % осіб у віці 65 років та старших.
Цивільне працевлаштоване населення становило 4001 осіб. Основні галузі зайнятості: освіта, охорона здоров'я та соціальна допомога — 26,0 %, роздрібна торгівля — 20,0 %, мистецтво, розваги та відпочинок — 13,5 %.